# Sandro Onofri
(Sandro Onofri, Il Far West a Cassino, Diario della settimana, 23 ottobre 1996, n.1, p.13)
Sandro Onofri (Roma, 1º giugno 1955 – Roma, 20 settembre 1999) è stato uno scrittore, poeta, insegnante e giornalista italiano.

## Biografia

### L'esordio
Nasce nel quartiere della Magliana, area sud-ovest di Roma. Esordisce come poeta nel gennaio 1980 sulla rivista romana i tre giganti, trimestrale di poesia a cui collaborano Vincenzo Cerami, Stefano Coletta, Amedeo De Dominicis, Antonio De Simone, Roberto Mauro, Paolo Repetti, Alberto Toni e Beniamimo Vignola. In questo primo numero l'argomento principale è Antonio Gramsci e tutti i contributi muovono dal frammento della lettera del 6 ottobre 1930 destinata alla moglie Julca Schucht:
(Antonio Gramsci su i tre giganti, gennaio 1980, n.1)
Da qui l'ispirazione per le due poesie di Onofri, Parlava Gramsci e Qui sopra al colle. La rivista ha vita breve e termina le pubblicazioni dopo il terzo numero nel gennaio 1981. Ma l'attitudine poetica non si esaurisce e confluisce tra la fine degli anni ottanta e l'inizio degli anni novanta nella rivista Nuovi Argomenti diretta all'epoca da Furio Colombo, Raffaele La Capria, Francesca Sanvitale e Enzo Siciliano, a cui collabora contribuendo con diverse poesie.

### Gli anni Novanta
Il debutto come narratore risale all'inizio del 1991 con il romanzo Luce del Nord pubblicato dalla giovane casa editrice Theoria diretta in quel momento da Paolo Repetti, lo stesso che alla fine degli anni novanta inaugurerà con Severino Cesari per Einaudi la collana "Stile libero" dove compariranno gli scritti postumi di Onofri.
Il 1º giugno 1991 a Ricadi (Catanzaro) si aggiudica con Luce del Nord la IV edizione del Premio Giuseppe Berto per la migliore "opera prima di narrativa in lingua italiana". La giuria è presieduta da Cesare De Michelis che dopo lunga riflessione lo preferisce a Castelli di rabbia di Alessandro Baricco edito da Rizzoli.
Nel 1992 partecipa con il testo Chi fuor li maggior tui alla discussa raccolta antologica Patria. Lo scrittore e il suo Paese edito da Theoria. È un esperimento letterario interessante che coinvolge una nuova generazione di scrittori e provoca diverse reazioni. Un frammento della recensione di Pierluigi Battista:
(Pierluigi Battista su La Stampa/tuttolibri del 24 ottobre 1992, p.1)
Nel 1993 segue e cura per l'Unità diretta da Walter Veltroni la raccolta I poeti italiani, una collana di 20 tascabili allegati settimanalmente al quotidiano. Insieme a lui collaborano Renato Angelini, Nicola Fano, Giovanni Lussu, Mario Massini e Matilde Passa.
A settembre Theoria lancia in libreria il reportage narrativo sugli indiani Navajos Vite di riserva in 3000 copie (e mai ristampato) riproposto nel 2006 in una nuova edizione dall'editore Fandango Libri arricchita con immagini di quel viaggio e la prefazione di Sandro Veronesi. Un libro ─ ha scritto il critico Filippo La Porta nel suo La nuova narrativa italiana ─ "espressione di un equilibrio ammirevole tra umile resoconto oggettivo e reinvenzione della realtà, tra linguaggio cronachistico-referenziale e uno stile personale coloristico, intensamente metaforico".
Nel 1995 esce per Theoria il romanzo Colpa di nessuno. Bruno Quaranta in una recensione su tuttolibri dal titolo "Onofri sfida gli squali" scrive:
(Bruno Quaranta su La Stampa/tuttolibri del 25 febbraio 1995, p.3)
Più tardi il critico letterario Giulio Ferroni nell'articolo "Bravi scrittori che dite così poco", dedicato ai libri di narratori italiani pubblicati nel 1995, lo giudica così:
(Giulio Ferroni sul Corriere della Sera del 6 febbraio 1996, p.27)
Partecipa all'antologia di racconti intitolata Il pomeriggio dell'atleta stanco edita dalla stessa casa editrice: una piccola raccolta che vede le firme di Giampiero Comolli, Daniele Azzolini, Manilo Santanelli, Valeria Viganò e Marco Lodoli.

### La parentesi del giornalismo
Nell'ottobre 1996 contribuisce alla nascita della rivista Diario, supplemento settimanale del quotidiano l'Unità diretta da Enrico Deaglio e Renzo Foa, vicedirettore Nicola Fano. Insieme a lui in redazione Jolanda Bufalini, Carla Chelo, Goffredo De Pascale, Alberto Ferrigolo, Annamaria Guadagni e Daniela Quaresima. Il primo numero esce il 23 ottobre con una sua inchiesta sui cantieri del Treno ad alta velocità dal titolo Il Far West a Cassino e rinominata nelle pagine interne Mezzogiorno di fuoco. Lascia la scuola per un anno e diventa giornalista a tempo pieno. Partecipa a Reggio Emilia al laboratorio di lettura e scrittura Ricercare insieme a Niccolò Ammaniti, Enrico Brizzi, Isabella Santacroce, Tiziano Scarpa e Vitaliano Trevisan.
Nel 1997 esce l'edizione in lingua tedesca di Colpa di nessuno (Eines andern Schuld edito da Malik e tradotto da Peter Klöss).
In aprile pubblica per l'editore Baldini&Castoldi Le magnifiche sorti. Racconti di viaggio (e da fermo) così recensito:
(Massimo Onofri su l'Indice dei libri del mese, n°10, 1997)
Il 14 settembre dello stesso anno è a Mantova per partecipare alla prima edizione del Festivaletteratura intervenendo come ospite all'iniziativa "Sei splendidi quarantenni" condotta da Laura Lepre, insieme a lui anche Mario Fortunato, Antonio Franchini, Enrico Palandri, Alessandro Tamburini e Giorgio Van Straten. A fine anno scade l'aspettativa per lavorare in redazione così decide di lasciare Diario per ritornare all'insegnamento. Gli viene assegnata la cattedra di Lettere presso l'Istituto Tecnico "A. Monti" di Pomezia.

### La malattia
Nel mese di maggio del 1999 gli viene diagnosticato un tumore al polmone. Due mesi prima Arnoldo Mondadori Editore mandava in libreria il romanzo L'amico d'infanzia per il quale riceverà il 13 settembre, nell'ambito della I edizione del Premio Elsa Morante organizzato ad Ischia, il Premio Speciale dell'Amministrazione. Aveva anche ricevuto, nello stesso anno, il Premio Dessì per la narrativa. Esce la ristampa di Eines andern Schuld.
La patologia si sviluppa rapidamente. Muore la notte del 20 settembre, lascia la moglie e la figlia. Il 22 settembre l'ultimo saluto nella chiesa di San Gregorio Magno.
Il cordoglio e la commozione nelle parole di chi lo aveva conosciuto, letto e giudicato:
(Stefano Giovanardi su la Repubblica del 22 settembre 1999, p.46)
(Francesco Erbani su la Repubblica del 1 ottobre 2002, p.42)
(Vincenzo Cerami dall'introduzione di I figli e i padri, Baldini Castoldi Dalai, 2008)
(Fulvio Panzeri su Avvenire del 27 dicembre 2008, p.22)

### Le iniziative postume
Nel 2000, a sette mesi dalla scomparsa, esce postumo Registro di classe edito dall'Einaudi nella collana Stile Libero. È il diario in prima persona ritrovato dalla moglie Marina nel computer di Sandro. Il critico letterario Giulio Ferroni nell'articolo Onofri. Storia di Osvaldo, una vita violenta, scrive:
(Giulio Ferroni su Corriere della Sera del 1 settembre 2000, pag.33)
L'11 settembre, a circa un anno dalla scomparsa dell'autore, il Presidente della Repubblica Carlo Azeglio Ciampi firma i decreti per il conferimento delle Benemerenze al Merito della Scuola, della Cultura e dell'Arte. Su proposta del Ministero della Pubblica Istruzione il Presidente Ciampi conferisce a Sandro Onofri la «Medaglia d'Oro alla Memoria».
Il Comune di Roma, attraverso l'Assessorato alle Politiche Culturali, istituisce il Premio Sandro Onofri per il reportage narrativo, la prima edizione si svolge in dicembre. Lo scrittore israeliano Amos Oz nel ritirare il premio quattro anni più tardi come migliore "Autore straniero" dirà a proposito di Onofri:
(Amos Oz su l'Unità ed. Roma del 21 dicembre 2004, pag.IV)
Nel 2002 l'editore Garzanti pubblica Pensieri così di Vincenzo Cerami, una raccolta di note, chiose, ricordi e ritratti. Tra questi, ve ne è uno toccante, dedicato a Sandro Onofri. A settembre Einaudi raccoglie nel volume Cose che succedono, 39 scritti con la prefazione di Walter Veltroni. Bruno Quaranta nella recensione Ciò che Onofri vede dal cielo sopra la traversa scrive:
(Bruno Quaranta su La Stampa/tuttolibri del 5 ottobre 2002, pag.5)
Più tardi l'italianista Roberto Carnero nell'articolo Onofri, colori del calcio e di un'epoca sottolinea il valore dell'opera:
(Roberto Carnero su l'Unità del 4 novembre 2002, pag.20)
Il 27 settembre del 2003 a San Luca, in provincia di Reggio Calabria, si tiene la cerimonia del premio nazionale Corrado Alvaro per la narrativa, la saggistica e il giornalismo. Alla memoria di Sandro Onofri viene assegnato il Premio Speciale della Giuria. Corrado Alvaro è citato da Onofri nello scritto Cubi bianchi lì per caso inserito nel volume Cose che succedono.
Nello stesso periodo l'Unità distribuisce gratuitamente online una raccolta dei suoi articoli, Camminare.Sentire.Raccontare, un tributo all'amico e collega a cura di Maria Serena Palieri e Roberto Roscani.
(Maria Serena Palieri su l'Unità del 17 settembre 2003, p. 26)
Il 14 novembre del 2003 il XV municipio di Roma, con delibera approvata all'unanimità, gli dedica una piazzetta nel quartiere in cui era nato, all'incrocio tra via della Magliana e via dell'Impruneta. In quella occasione il collega e amico giornalista Nicola Fano, lo ricorda così:
(Nicola Fano su l'Unità del 14 novembre 2003, p.5)

Nel 2004 una sua intervista appare in Perdersi a Roma. Guida insolita e sentimentale di Roberto Carvelli nel corso della quale lo scrittore dichiara: 
(Sandro Onofri in Perdersi a Roma di Roberto Carvelli, Edizioni Interculturali, 2005, p.276)
Nella recensione al volume di Carvelli la giornalista Francesca De Sanctis scrive su l'Unità:
(Francesca De Sanctis su l'Unità ed. Roma, 15 agosto 2004, p.IV)
Nel 2006, il 31 marzo, il Comune di Roma inaugura ad Acilia, borgata a sud-ovest della capitale, la biblioteca Sandro Onofri adottata dalla Rizzoli editore. Nell'occasione viene presentata la nuova edizione di Vite di riserva edita da Fandango Libri - la casa editrice fondata da Domenico Procacci insieme a Alessandro Baricco, Carlo Lucarelli, Edoardo Nesi, Sandro Veronesi, Laura Paolucci e Rosaria Carpinelli. La prefazione è curata da Sandro Veronesi:
(Sandro Veronesi dalla prefazione di Vite di riserva, Fandango Libri, 2006)
Nell'autunno 2008 la casa editrice Baldini Castoldi Dalai pubblica I figli e i padri, volume che accoglie i tre romanzi Luce del Nord, Colpa di nessuno e L'amico d'infanzia. L'introduzione è firmata da Vincenzo Cerami. Una nota di Nicola Fano intitolata Raccontare o testimoniare? chiude il volume.
Nel settembre 2009, a 10 anni dalla scomparsa, Àlen Loreti curatore dei due volumi de i Meridiani Mondadori dedicati al reporter e scrittore Tiziano Terzani lancia sul social network Facebook il progetto letterario Omaggio a Sandro Onofri raccogliendo immagini, documenti e testimonianze sull'autore romano:
(Àlen Loreti su Omaggio a Sandro Onofri del 14 settembre 2009)

## Opere

### Romanzi e Reportage narrativi
- Luce del Nord, Theoria, 1990. ISBN 88-241-0209-3
- Vite di riserva, Theoria, 1992. ISBN 88-241-0334-0.
- Colpa di nessuno, Theoria, 1995. ISBN 88-241-0400-2.
- Le magnifiche sorti. Racconti di viaggio (e da fermo), Baldini Castoldi Dalai Editore, 1997. ISBN 978-88-8089-257-1.
- L'amico d'infanzia, Arnoldo Mondadori Editore, 1999. ISBN 978-88-04-46102-9.

### Postumi
- Registro di classe, Einaudi, 2000. ISBN 978-88-06-15005-1.
- Cose che succedono, prefazione di Walter Veltroni, Einaudi, 2002. ISBN 978-88-06-16068-5.
- Vite di riserva, prefazione di Sandro Veronesi, Fandango Libri, 2006. ISBN 978-88-6044-094-5.
- Un anno a Pietralata / Registro di classe, con Albino Bernardini, a cura di Pia Canepa e Daniela Marin, Bruno Mondadori, 2008. ISBN 978-88-424-3132-9.
- I figli e i padri. Tre romanzi, prefazione di Vincenzo Cerami con una nota di Nicola Fano, Baldini Castoldi Dalai Editore, 2008. ISBN 978-88-6073-447-1.
- Registro di classe, postfazione di Vanessa Roghi, minimum fax, 2019. ISBN 978-88-338-902-41.

### Collaborazioni
Sono riportati in ordine cronologico volumi antologici o raccolte dove Sandro Onofri ha contribuito con testi di vario tipo (saggi, interviste, racconti).
- AA.VV. Patria. Lo scrittore e il suo Paese, Theoria, 1992. ISBN 88-241-0294-8.
- AA.VV., prefazione di Giorgio Agamben, Per Elsa Morante, Linea D'Ombra, 1993. ISBN 88-09-00944-4.
- AA.VV., a cura di Nicola Fano, Il pomeriggio dell'atleta stanco, Theoria, 1995. ISBN 88-241-0407-X.
- AA.VV., a cura di Carla Benedetti e Maria Antonietta Grignani, A partire da Petrolio. Pasolini interroga la letteratura, Longo Editore, 1995. ISBN 978-88-8063-029-6.
- Hunter S. Thompson, Paura e disgusto a Las Vegas. Una selvaggia cavalcata nel cuore del sogno americano, Bompiani, 1996. ISBN 978-88-452-2926-8.
- AA.VV., Iva incompresa & le sue sorelle. Le tasse raccontate ai ragazzi, Fondazione Maria e Goffredo Bellonci, 2000.
- Roberto Carvelli. Perdersi a Roma. Guida insolita e sentimentale, Edizioni Interculturali, 2004. ISBN 978-88-88375-59-5.
- AA.VV., a cura di Alessandro Leogrande. Il pallone è tondo, L'Ancora del Mediterraneo, 2005. ISBN 978-88-8325-173-3.

### Segnalazioni
Sono indicati i volumi in cui è citata l'opera di Sandro Onofri attraverso recensioni o ricordi personali degli autori.
- AA.VV., Destini rappresentativi, Nuovi Argomenti n.8 ottobre-dicembre, Mondadori, 1999. ISBN 88-04-47818-7.
- Vito Teti, Il colore del cibo. Geografia, mito e realtà dell'alimentazione mediterranea, Meltemi, 1999. ISBN 978-88-8353-001-2.
- Elisabetta Nigris, I conflitti a scuola. La mediazione pedagogico-didattica, Bruno Mondadori, 2002. ISBN 978-88-424-9527-7.
- Vincenzo Cerami, Pensieri così, Garzanti, 2002. ISBN 978-88-11-66506-9.
- Vito Teti, Il senso dei luoghi. Memoria e storia dei paesi abbandonati, Donzelli, 2004. ISBN 978-88-7989-914-7.
- Domenico Starnone, Ex cattedra e altre storie di scuola, Feltrinelli, 2006. ISBN 978-88-07-49048-4.
- Giuseppe Bonura, L'industria del complimento. Libri, autori e idee di un critico militante, Medusa Edizioni, 2010. ISBN 978-88-7698-201-9.

## Riconoscimenti
A Sandro Onofri sono intitolati:
- il Premio Sandro Onofri per il reportage narrativo.
- la biblioteca comunale del Municipio X ad Acilia (Roma).[15]
- la piazzetta Sandro Onofri all'incrocio tra via della Magliana e via dell'Impruneta nel Municipio XV con delibera n.38 dell'11.11.2003.[16]
- la scuola primaria e secondaria di primo grado che raccoglie sei plessi che costituiscono l’Istituto Comprensivo "Sandro Onofri" a Roma.